# Тимофеева, Галина Александровна
Тимофе́ева Гали́на Алекса́ндровна (ур. Я́година) (14 ноября 1921, Ленинград — 21 мая 1985, там же) — советский педиатр, детский инфекционист. Доктор медицинских наук, профессор.
Ректор (1975—1984) и заведующая кафедрой детских инфекций Ленинградского педиатрического медицинского института; директор НИИ детских инфекций (1971—1975).
Заслуженный деятель науки РСФСР (1981), житель блокадного Ленинграда.

## Биография
Родилась в семье инженера, начальника планового отдела артели и типографии «Промполиграф» Александра Александровича Ягодина и его жены Антонины Ивановны Кутяковой (1897—1962). Не называя имени своего отца, в краткой автобиографии Галина Александровна писала, что в первые месяцы Великой Отечественной войны он погиб на Южном фронте. На самом деле фамилия Александра Александровича исчезает из адресной книги Ленинграда уже в 1939 году. Этот факт позволил его потомкам предположить, что, возможно, он был репрессирован, о чём в семье в те годы предпочитали не говорить.
Хотя до войны семья проживала на ул. Пестеля, в Дзержинском районе, в 1939 году Галина Ягодина окончила Первую образцовую школу им. Луначарского Петроградского района (с 1962 г. средняя школа № 80) на противоположном берегу Невы. До революции в этом здании располагался «Училищный дом им. Пушкина», построенный в память столетней годовщины со дня рождения поэта и считавшийся одним из престижных учебных заведений столицы. Школе удалось не растерять свой авторитет и после 1917 года В 1935 году она была признана лучшей в стране, победив в соревновании 25-ю (Кремлёвскую) школу Москвы.
Прямо со школьной скамьи в 1939 году Галина Александровна поступила в Первый Ленинградский медицинский институт им. И. П. Павлова. Она успела закончить второй курс, когда началась война. Оказавшись в кольце блокады, институт перешёл на ускоренную подготовку врачей. В условиях страшного голода, особенно в первую, к тому же необычно холодную и затяжную зиму все свободное от занятий время студенты проводили в клиниках института, оказывая помощь раненым и больным.
Выпуск состоялся после завершения четвёртого года обучения — 2 сентября 1943 года. Как окончившая институт с отличием, Галина Александровна была оставлена в ординатуре при кафедре терапии профессора М. В. Черноруцкого. Однако проучиться пришлось всего несколько месяцев.
В марте 1944 года, через несколько дней после освобождения Ленинградской, Новгородской и Псковской областей от немецких оккупантов Г. А. Тимофеева была направлена восстанавливать здравоохранение в Карамышевский район Псковской области. Здесь в должности заведующей Райздравотделом она проработала 1,5 года, после чего, выйдя замуж за военврача Николая Тимофеева, вернулась в Ленинград.
В декабре 1946 года, после рождения сына и трагической гибели мужа Галина Александровна отказалась от возвращения на кафедру терапии 1-го ЛМИ и решила связать свою профессиональную жизнь с педиатрией. Она была принята врачом-педиатром квартирной помощи детской поликлиники № 2 Куйбышевского района и одновременно проходила годичную специализацию по педиатрии на кафедре детских болезней Ленинградского института для усовершенствования врачей. В декабре 1947 года Г. А. Тимофеева поступила к клиническую ординатуру отдела детских инфекций профессора М. Г. Данилевича в Ленинградский областной научно-исследовательский педиатрический институт (позже НИИ Детских инфекций).
Окончив ординатуру, в 1950 году Галина Александровна была оставлена в должности научного сотрудника того же отдела. Под руководством профессора М. Г. Данилевича в эти годы она упорно работала над кандидатской диссертацией, которую назвала: «Пигментный обмен при дизентерии у детей» Защита в ученом совете состоялась в апреле 1952 года.
Со смертью своего учителя профессора М. Г. Данилевича, в 1956 году Г. А. Тимофеева заняла его место руководителя отделом детских инфекций НИИ, но уже на следующий год перешла в Ленинградский педиатрический медицинский институт. Объяснялось это решение её избранием на должность ассистента кафедры детских инфекций, возглавляемую профессором А. Т. Кузьмичёвой. Через 3 года, в декабре 1959 года Галину Александровну избрали доцентом кафедры, а ещё через 3 года решением ВАК она была утверждена в этом звании.
В эти годы, помимо повседневной клинической и учебной работы, Г. А. Тимофеева усиленно трудилась над своей докторской диссертацией. Исследование было посвящено кишечным инфекциям у детей первых лет жизни и охватывало чрезвычайно широкий спектр вопросов. Диссертация «Острые желудочно-кишечные инфекции у детей раннего возраста: (Клинико-лабораторное изучение)» была успешно защищена в 1968 году.
В мае 1970 года Г. А. Тимофеева была избрана вторым профессором кафедры детских инфекций ЛПМИ, а с сентября следующего года одновременно возглавила НИИ детских инфекций (так с 1961 года стал называться Ленинградский научно-исследовательский педиатрический институт, где когда-то начиналась её деятельность детского инфекциониста). Представляя в своём лице сразу два ведущих педиатрических учреждения Ленинграда, Галина Александровна стала проводить серьёзную работу по объединению кафедры детских инфекций ЛПМИ и НИИ детских инфекций.

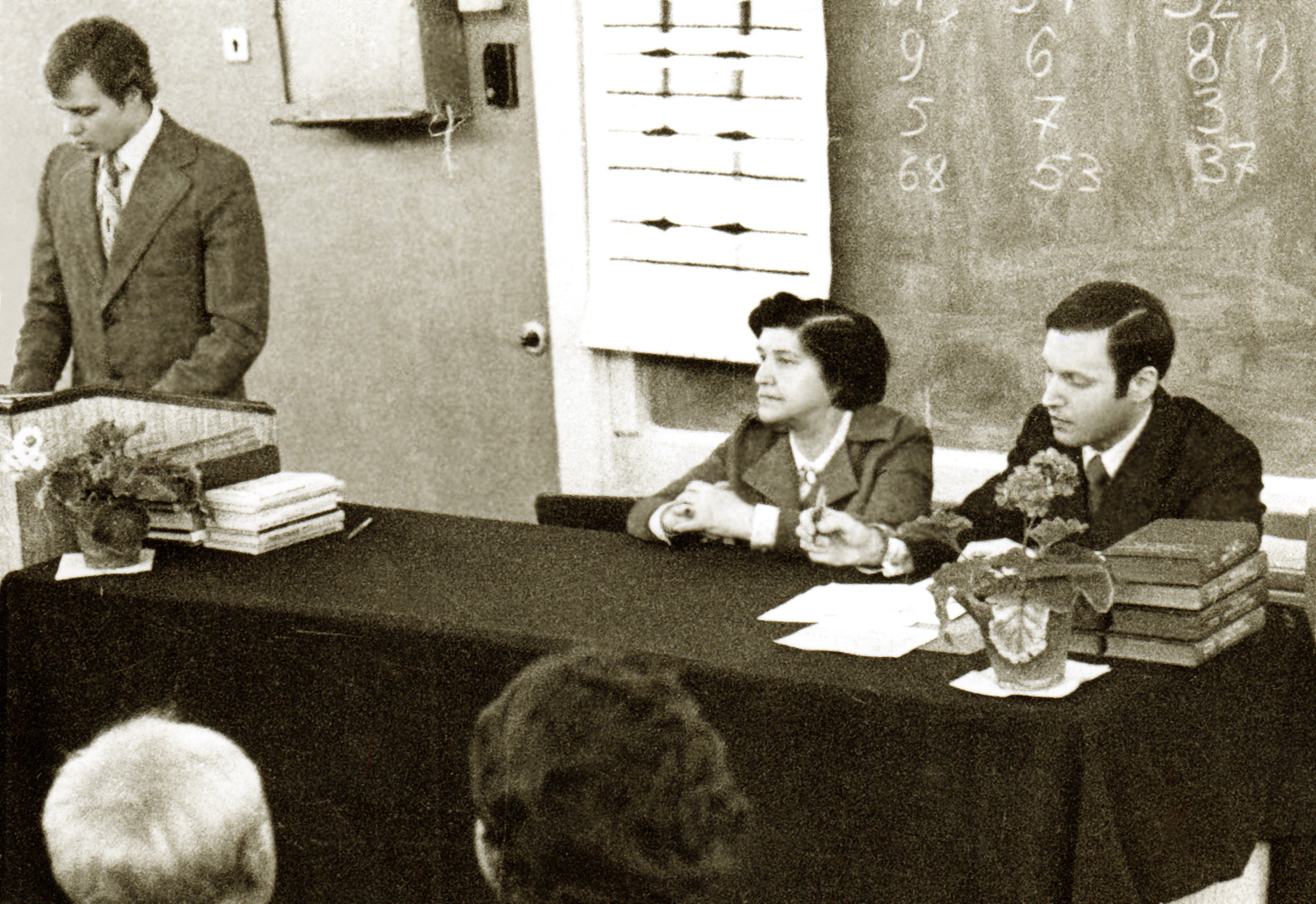
Конференция СНО ЛПМИ. В президиуме ректор института, проф. Г. А. Тимофеева и научн. рук. совета СНО, проф. В. А. Гусель.

После отставки в 1973 году профессора А. Т. Кузьмичёвой, оставаясь директором НИИ детских инфекций, Г. А. Тимофеева на правах сверхштатного профессора в течение двух лет исполняла обязанности руководителя кафедры детских инфекций ЛПМИ. Она вновь вернулась в штат Ленинградского педиатрического медицинского института в ноябре 1975 года, когда была назначена его ректором с одновременным освобождением от должности директора НИИ детских инфекций. Тем же приказом Минздрава РСФСР Галина Александровна была утверждена в должности штатного заведующего своей кафедры.
В течение почти девяти лет Г. А. Тимофеева возглавляла Ленинградский педиатрический медицинский институт. Она оставила эту должность в связи с тяжёлой болезнью, но до последних дней своей жизни продолжала возглавлять кафедру детских инфекций.
Галина Александровна Тимофеева скончалась 21 мая 1985 года и была похоронена в Ленинграде на Серафимовском кладбище (Коммунистическая площадка).

## Семья
- Муж — Николай Тимофеев (ум. в 1946 г.) — военврач;
  - Сын — Юрий Владимирович Максимачёв (1946 г.р.) — преподаватель кафедры физики Ленинградского механического института;
    - Внук — Алексей Юрьевич Максимачёв (род. 10.08.1973, Ленинград) — ИТ-директор;
    - Внук — Дмитрий Юрьевич Максимачёв (род. 12.05.1976, Ленинград) — российский композитор, музыкант, автор песен, лидер групп «Танки» и «Большой Stereoфонический Оркестр»;
- Муж — Владимир Ильич Максимачёв (1923 г.р.) — участник Великой Отечественной войны, старший преподаватель Военно-инженерной академии им. Можайского;
  - Сын — Олег Владимирович Максимачёв (1952 г.р.) — инженер;
    - Внук — Владимир Олегович Максимачёв (род. 07.11.1973, Ленинград).

## Вклад в педиатрию
- На протяжении всей своей трудовой деятельности, Г. А. Тимофеева характеризовалась коллегами как неординарный клиницист. С первых лет работы в Научно-исследовательском педиатрическом институте, а затем в ЛПМИ, она заслуженно занимала ведущие позиции среди детских инфекционистов города. Авторитет Галины Александровны повлиял на круг её постоянных обязанностей как консультанта наиболее тяжёлых и сложных больных в клиниках двух институтов и в большинстве детских инфекционных стационарах города.
- Возглавив в 1975 году ЛПМИ, Г. А. Тимофеева стала первым ректором-клиницистом за 40 лет существования института. Этот факт во многом определил вектор дальнейшего его развития. Усилиями Г. А. Тимофеевой в начале 80-х годов на территории ЛПМИ впервые за годы Советской власти был построен современный клинический корпус, который вошёл в строй в год смерти Галины Александровны[8].
- В 1983 году профессор Г. А. Тимофеева стала инициатором создания у себя в институте первой в СССР кафедры педиатрической клинической фармакологии, которую возглавил профессор В. А. Гусель.
- После ухода из жизни профессора М. Г. Данилевича, на кафедре детских инфекций ЛПМИ под руководством А. Т. Кузьмичёвой и в Ленинградском НИИ детских инфекций благодаря усилиям Г. А. Тимофеевой был продолжен, а впоследствии существенно расширен комплекс научных исследований по изучению клиники, эпидемиологии, патогенеза, разработке диагностической и терапевтической тактики большинства острых инфекционных заболеваний детского возраста. С того же момента, когда в 1974 году приказом МЗ РСФСР № 380 НИИ детских инфекций стал учебной базой кафедры детских инфекции ЛПМИ Г. А. Тимофеева фактически возглавила ленинградскую научную школу детских инфекционистов, отличительной особенностью которой всегда оставалась строгая практическая направленность.
- Важнейшим итогом деятельности кафедры детских инфекций с момента её организации стал удостоенный Диплома II степени Министерства здравоохранения РСФСР сборник трудов: «Эволюция детских инфекционных заболеваний за 50 лет», вышедший в 1977 году под редакцией профессоров А. Т. Кузьмичёвой и Г. А. Тимофеевой. Впервые в нём были проанализированы изменения в течение детских инфекций, произошедшие после внедрения массовой иммунизации, серопрофилактики, широкого применения антибиотиков.
- Собственные научные интересы Г. А. Тимофеевой были связаны с изучением кишечных инфекций у детей раннего возраста, стафилококковых и вирусных инфекций, состояния реактивности детей при острых инфекциях, а в последние годы — сочетанных инфекций бактериальной и вирусно-бактериальной этиологии.

В своих исследованиях Галина Александровна особое внимание уделяла возрастным проявлениям заболеваний, адресуясь прежде всего, новорожденным и детям первых лет жизни, а также разработке диагностической тактики и дифференциальной диагностики. Полученные результаты часто становились основой конкретных лечебных и профилактических мероприятий, что позволило существенно снизить число осложнений, а также летальность от инфекционных заболеваний в детских стационарах города.
- Две монографии Галины Александровны: «Стафилококковая инфекция у детей» и «Клиника и лечение дизентерии у детей» (последняя — в соавторстве с И. Л. Гусаровой) на многие годы стали настольной книгой педиатров и инфекционистов всей страны.
- Профессор Г. А. Тимофеева более 20 раз выступала с проблемными докладами, в том числе на четырёх международных конгрессах, Всесоюзном съезде педиатров и многих конференциях.
- Под руководством проф. Г. А. Тимофеевой защищено 3 докторские и 18 кандидатских диссертаций.

## Печатные работы
Профессор Г. А. Тимофеева является автором более 200 научных трудов, 4 монографий, 5-и глав в руководствах и монографиях других авторов. Перечень небольшой части печатных работ Галины Александровны представлен ниже:
- Тимофеева Г.А. Клинико-лабораторная характеристика дизентерии у детей первого года жизни. — «Вопросы охр. материнства и детства», 1965, № 8. — 1 с.
- Тимофеева Г.А., Быстрякова Л. В., Свердлова Е. О., Морозенко М. А. О значении вирусов в этиологии желудочно-кишечных заболеваний у детей раннего возраста. — «Вопросы охр. материнства и детства», 1965, № 2. — 4 с.
- Тимофеева Г.А., Хрущёва В. А. Опыт иммунолюминесцентной серодиагностики кишечной колиинфекции. — «Вопросы охр. материнства и детства», 1967, № 8. — 4 с.
- Тимофеева Г.А. Острые желудочно-кишечные инфекции у детей раннего возраста : (Клинико-лабораторное изучение) / Автореферат дис. на соискание учен. степени д-ра мед. наук. — Л.: Ленингр. педиатр. мед. ин-т., 1968. — 30 с.
- Тимофеева Г.А., Семёнова З. П., Каплан А. С. Клиническое и вирусологическое изучение эпидемического паротита у детей раннего возраста. — «Педиатрия», 1968, № 5. — 2 с.
- Тимофеева Г.А. Сочетание колиэнтерита со стафилококковой инфекцией у детей. — «Педиатрия», 1968, № 3. — 4 с.
- Тимофеева Г.А., Морозенко М. А. Аветисян и др. Об этиологии спорадических респираторных заболеваний у детей раннего возраста. — «Советская медицина», 1968, № 5. — 4 с.
- Тимофеева Г.А., Кузьмичёва А. Т. Сальмонеллёзы у детей / Руководство по желудочно-кишечным заболеваниям у детей. — М.: Медицина, 1969. — 316-335 с.
- Тимофеева Г.А., Морозенко М. А., Маянц Ш. Г. Дифференциальная диагностика желудочно-кишечных инфекций у детей раннего возраста. — «Педиатрия», 1972, № 4. — 52-57 с.
- Тимофеева Г.А., Фарафонтова Е. Г. Опыт работы ЛНИИДИ по повышению квалификации практических врачей. — «Педиатрия», 1972, № 12. — 56-59 с.
- Тимофеева Г.А. Успехи и основные задачи здравоохранения в борьбе за снижение инфекционной заболеваемости детей. — «Вопросы охр. материнства и детства», 1972, № 12. — 5 с.
- Тимофеева Г.А., Головина Н. М., Ветошева Д. И., Шапиров Д. С. Острые желудочно-кишечные инфекции смешанной этиологии у детей / Сборник трудов ЛНИИДИ «Детские инфекции». — Л., 1972. — 7-13 с.
- Тимофеева Г.А. Острые кишечные заболевания у детей. — «Педиатрия», 1973, № 2. — 11-16 с.
- Тимофеева Г.А., Липатова Л. В., Раусова Н. Л. Кишечная форма пиоценоза у ребёнка 2 лет 4 мес. — «Педиатрия», 1973, № 5. — 84-85 с.
- Эволюция детских инфекционных заболеваний за 50 лет. / сборник трудов ЛПМИ под ред. проф. А. Т. Кузьмичёвой и проф. Г. А. Тимофеевой. — Л., 1977. — Т. 75.
- Тимофеева Г.А. Стафилококковая инфекция у детей. — Л.: Медицина. Ленингр. отделение, 1977. — 239 с.
- Гусарская И. Л., Тимофеева Г.А. Клиника и лечение дизентерии у детей. — Л.: Медицина. Ленингр. отделение, 1979. — 246 с.
- Смешанные инфекции у детей. / Сб. науч. трудов Ленингр. педиатр. мед. ин-т; под ред. Г. А. Тимофеевой, Л. В. Быстряковой. — Л.: ЛПМИ, 1980. — 107 с.
- Лечение инфекционных заболеваний у детей. / Сб. науч. трудов Ленингр. педиатр. мед. ин-т; под ред. Г. А. Тимофеевой, Л. В. Быстряковой. — Л.: ЛПМИ, 1982. — 159 с.
- Леонова И. Т., Шпилени С. Е., Яковлева А. М. и др. Избранные лекции по тропическим заболеваниям у детей : Учеб.-метод. пособие для иностр. студентов-субординаторов / под ред. Г. А. Тимофеевой, Л. А. Антиповой. — Л.: ЛПМИ, 1982. — 72 с.
- Антипова Л. А. и др. Методические указания по проведению занятий на Кафедре инфекционных болезней у детей со студентами 5 курса / под ред. проф. Г.А. Тимофеевой и проф. Л.В. Быстряковой. — Л.: ЛПМИ, 1982. — 79 с.
- Тимофеева Г.А., Цинзерлинг А. В. Острые кишечные инфекции у детей. — Л.: Медицина. Ленингр. отделение, 1983. — 303 с.
- Специфическая и неспецифическая реактивность инфекционных заболеваниях у детей. / Сб. науч. трудов Ленингр. педиатр. мед. ин-т; под ред. Г. А. Тимофеевой, Л. В. Быстряковой. — Л.: ЛПМИ, 1983. — 120 с.
- Тимофеева Г.А. Инфекционные заболевания детей первого года жизни. — Л.: Медицина. Ленингр. отделение, 1985. — 245 с.

## Общественная деятельность
- Член ревизионной комиссии Ленинградского Областного комитета КПСС (1964—1966);
- Член Ленинградского Горкома КПСС (1974—1979);
- Член Петроградского Райкома КПСС (1974—1976);
- Главный детский инфекционист Российской Федерации;
- Председатель специализированных (докторского и кандидатского) Учёных советов ЛПМИ по педиатрии, детским инфекциям и детской неврологии, работа которых в 1978 году была удостоена Почетных грамот ВАК;
- Член Терапевтического Учёного совета Военно-медицинской академии;
- Член Учёного совета Ленинградского НИИ детских инфекций;
- Председатель проблемной комиссии Ученого медицинского совета МЗ РСФСР «Острые детские инфекции»;
- Член президиума правления Всероссийского научного общества педиатров;
- Член правления Всесоюзного и Всероссийского обществ инфекционистов;
- Член редколлегии журналов «Педиатрия» и «Вопросы охраны материнства и детства».

## Награды
- Медаль «За оборону Ленинграда» (1943)
- Медаль «За доблестный труд в Великой Отечественной войне 1941—1945 гг.» (1946)
- Юбилейная медаль «За доблестный труд. В ознаменование 100-летия со дня рождения Владимира Ильича Ленина» (1970);
- Значок «Отличнику здравоохранения» (1966);
- Заслуженный деятель науки РСФСР (1981).

## Адреса в Ленинграде
До войны семья Ягодиных проживала в доме № 11 по ул. Пестеля. В послевоенные годы Г. А. Тимофеева с мужем и детьми поселилась на ул. Восстания, д. 3/5. Последним адресом Галины Александровны, начиная с 70-х годов стал пр. Энгельса, д. 63.